# 221丁目駅
221丁目駅（221ちょうめえき、英語: 221st Street）は、かつてマンハッタン区インウッドのブロードウェイと西221丁目の交差点にあったニューヨーク市地下鉄IRTブロードウェイ-7番街線の廃駅である。7番街線がマーブル・ヒル-225丁目駅まで延伸された際に、開業後1年足らずで廃止された。

## 歴史
駅は1906年3月12日にブロードウェイ-7番街線157丁目駅 - 当駅間が延伸開業した際に一時的なターミナル駅として開業した。この延伸区間は1906年5月29日まで区間内完結のシャトル列車が運行されており、5月30日より157丁目駅以南へ直通する地下鉄列車の運行が開始された。
ブロードウェイ-7番街線は1907年1月14日にブロードウェイ橋を経由しマーブル・ヒル-225丁目駅まで延伸、これに伴い当駅は廃止された。廃止後に駅は解体されており、現在は跡地に変電所が建っている。